# راجيش كومار شارما
راجيش كومار شارما (بالإنجليزية: Rajesh Kumar Sharma)‏ هو سياسي هندي، ولد في 2 نوفمبر 1978. نشط حزبياً في حزب بهاراتيا جاناتا.